# カジミール2世 (ポメラニア公)

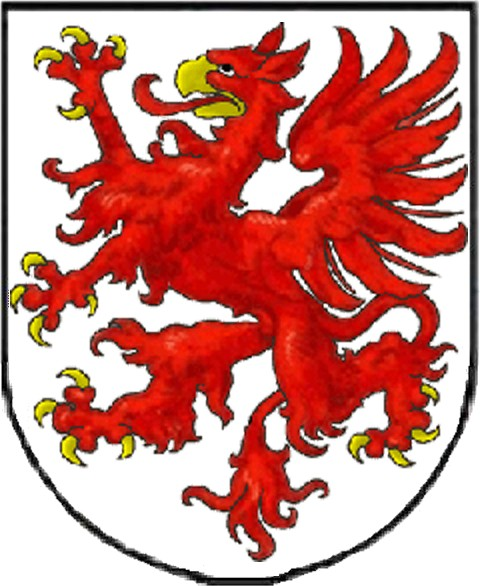
グリフ家の紋章

カジミール2世（ドイツ語：Kasimir II., 1180年ごろ - 1219年）またはカジミェシュ2世（ポーランド語：Kazimierz II）は、ポメラニア公ボギスラフ1世と大ポーランド公ミェシュコ3世の娘アナスタジヤの息子。

## 生涯

### 統治
1187年に父ボギスラフ1世が亡くなると、カジミール2世および同母兄ボギスラフ2世は未成年であったため、公領の統治は異母兄ヴァルティスラフ2世（シュチェチン城主）が行い、その2年後にはリューゲン公ヤロマール1世が継承した。1194年頃の母アナスタジヤの文書の中で、カジミール2世の名前が初めて確認される。
カジミール2世はポーランドとの緊密な関係を支持していた。1205年、デーン人によるポメラニア攻撃の際、大ポーランド公ヴワディスワフ3世ラスコノギが介入した。その後、ポーランド公とデンマーク王ヴァルデマー2世の間で会談が行われ、争いが解決され、ポメラニア領における勢力範囲が決定された。1207年、グニェズノ司教ヘンリク・キエトリッツ（en）は、カミエン司教区がグニェズノに従属するという教皇勅書を手に入れた。
1211年に公領が分割された後、カジミール2世はデミーンを手に入れた。この地にはツィルツィパーニ族の領土、レシャンスカ、スタロガルドとベセリッツの領地、カミエン、ヴォリン、トゥレプトウが含まれていた。兄ボギスラフ2世はウーゼドム＝シュチェチンを統治した。一方、コウォブジェクとホチュコフは共同統治した。
1211年、カジミール2世はデンマーク出身のインガルズと結婚したが、これによりデンマーク軍の攻撃を弱まったが、ブランデンブルク軍の攻撃は激化した。ブランデンブルク軍の侵攻はシュチェチンの占領（1214年）で終わったが、これはデンマークの援助により撃退された。その結果、皇帝オットー4世はポメラニアに対するデンマークの主権を認めた。デンマークはインガルズの持参金として、1205年に破壊されたデミーンを再建した。この時に、カジミール2世はこれらの地域において権力を掌握し、デミーンを公領の首都とした。
1214年、兄ボギスラフ2世とともに、自らをスラヴォニア公（princeps Slavorum）およびポメラニア公（dux Pomeraniae）とする文書を発行した（それらはコウォブジェクの領地に関するものであった）。一方、デミーン公領に関する最初の独立した文書は1215年に発行された。カジミール2世はその文書の中で「Pomeranorum dux, Leuticiorum primeps」とされている。

### 第5回十字軍への参加
カジミール2世が1217年に第5回十字軍に参加したことは資料により確認されており、議論の余地のないものとなっている。西ポメラニアでは十字軍運動が非常に活発であったことが、『Roczniki kołbackie』により明らかとなっている。カジミール2世は多くのポメラニア騎士を率いて聖地へ出発した。カジミール2世は2つの村をダルグン修道院に売却することで遠征資金を獲得した。ポメラニアの艦隊は十字軍（フリースラント、スカンディナヴィア、ケルン大司教領およびブレーメン出身）を率い、1217年5月末にネーデルラント沖に集結し、1218年の春に聖地に到着した。ポメラニアの十字軍はダミエッタの戦いおよび征服後の1219年の防衛戦に参加し、1219年後半に遠征から戻った。

### 死
カジミール2世は1219年に家族と再会した際、大ポーランド公ヴワディスワフ3世ラスコノギの立会いの下で最後の文書を発行した。聖地から戻った後に傷がもとで亡くなったとみられる。カジミール2世の埋葬場所は不明である。

## 結婚と子女
カジミール2世はインガルズと結婚したが、文献ではインガルズはデンマーク王ヴァルデマー1世の娘またはその息子クヌーズ6世の娘とされることがある。系図学者ライマーによると、インガルズはデンマーク貴族エスバーン（en）とヘレナ（スウェーデンのヤール・グットルムの娘）の娘であったという。インガルズとの結婚により、以下の2子が生まれた。
- エリーザベト（1210年頃 - 1222年）
- ヴァルティスラフ3世（1211年頃 - 1264年） - ポメラニア＝デミーン公